# Tomorrow (песня Джанлуки Беццины)
«Tomorrow» (с англ. — «Завтра») — песня мальтийского певца Джанлуки Беццины, представленная на конкурсе «Евровидение 2013» в Мальмё. Песня была исполнена 18 мая в финале, и с результатом в 120 баллов, заняла восьмое место.

## Евровидение
В 2012 году на национальный отбор Мальты на «Евровидение-2013», на которую было представлено двадцать четыре песен, из 69 возможных. В феврале Беццина представил свою песню в полуфинале отбора, а затем (благодаря голосам телезрителей и судей) вышел в финал. День спустя, певец выиграл национальный отбор, став представителем Мальты на конкурсе «Евровидение-2013», проводившегося в Мальмё.
16 мая песня была исполнена Бецциной во втором полуфинале, на котором он занял четвертое место. В финале он получил 120 очков, достигнув восьмого места. Во время выступлений вокалиста сопровождали два бэк-вокалиста, барабанщик, гитарист и гавайский гитарист.

## Чарты
| Чарты (2013)                               | Позиция |
| ------------------------------------------ | ------- |
| Бельгия/Фландрия (Ultratip Bubbling Under) | 74      |
| Бельгия/Валлония (Ultratip Bubbling Under) | 48      |
| Германия (GfK)                             | 70      |
| Ирландия (IRMA)                            | 69      |
| Нидерланды (Single Top 100)                | 32      |
| UK Singles (Official Charts Company)       | 66      |
| Великобритания (OCC UK Indie)              | 10      |